# Hydata diaphana
Hydata diaphana là một loài bướm đêm trong họ Geometridae.